# Сент-Анн-де-Мадаваска
Сент-Анн-де-Мадаваска (англ. Sainte-Anne-de-Madawaska) — село в Канаді, у провінції Нью-Брансвік, у складі графства Мадаваска.

## Населення
За даними перепису 2016 року, село нараховувало 957 осіб, показавши скорочення на 4,5%, порівняно з 2011-м роком. Середня густина населення становила 104,1 осіб/км².
З офіційних мов обидвома одночасно володіли 510 жителів, тільки англійською — 10, тільки французькою — 385. Усього 5 осіб вважали рідною мовою не одну з офіційних.
Працездатне населення становило 60,3% усього населення, рівень безробіття — 13,2%.
Середній дохід на особу становив $31 856 (медіана $26 133), при цьому для чоловіків — $36 210, а для жінок $27 982 (медіани — $34 048 та $21 824 відповідно).
32,5% мешканців мали закінчену шкільну освіту, не мали закінченої шкільної освіти — 32,5%, 34,4% мали післяшкільну освіту, з яких 21,2% мали диплом бакалавра, або вищий.
| Статево-вікова структура населення | Статево-вікова структура населення | Статево-вікова структура населення | Статево-вікова структура населення | Статево-вікова структура населення |
| ---------------------------------- | ---------------------------------- | ---------------------------------- | ---------------------------------- | ---------------------------------- |
|                                    |                                    |                                    |                                    |                                    |
| Всього                             | Всього                             | 48,7%51,3%                         |                                    |                                    |
| 0 — 14 років                       | 0 — 14 років                       |                                    | 12,6%                              | 12,6%                              |
| 15 — 64 років                      | 15 — 64 років                      |                                    | 64,7%                              | 64,7%                              |
| 65 і більше                        | 65 і більше                        |                                    | 22,6%                              | 22,6%                              |
| 85 і більше                        | 85 і більше                        |                                    | 2,1%                               | 2,1%                               |
| Середній вік (років)               | Середній вік (років)               | 44,147,0                           | 45,6                               | 45,6                               |
| Медіана (років)                    | Медіана (років)                    | 47,350,6                           | 49,0                               | 49,0                               |
| — чоловіки — жінки                 |                                    |                                    |                                    |                                    |

| Походження мешканців:     | Походження мешканців:     | Походження мешканців: | Походження мешканців: | Походження мешканців: |
| ------------------------- | ------------------------- | --------------------- | --------------------- | --------------------- |
| Походження                |                           |                       | осіб                  | %                     |
| Корінні американці        | Корінні американці        |                       | 40                    | 4.6%                  |
| Інше північноамериканське | Інше північноамериканське |                       | 780                   | 89.66%                |
| Європейське               | Європейське               |                       | 210                   | 24.14%                |
| британське                | британське                |                       | 10                    | 1.15%                 |
| французьке                | французьке                |                       | 205                   | 23.56%                |

## Клімат
Середня річна температура становить 3,2°C, середня максимальна – 22,1°C, а середня мінімальна – -20,5°C. Середня річна кількість опадів – 1 051 мм.
| Клімат поселення                              | Клімат поселення | Клімат поселення | Клімат поселення | Клімат поселення | Клімат поселення | Клімат поселення | Клімат поселення | Клімат поселення | Клімат поселення | Клімат поселення | Клімат поселення | Клімат поселення | Клімат поселення |
| Показник                                      | Січ.             | Лют.             | Бер.             | Квіт.            | Трав.            | Черв.            | Лип.             | Серп.            | Вер.             | Жовт.            | Лист.            | Груд.            |                  |
| Середній максимум, °C                         | −7,4             | −5,7             | 1,22             | 8,70             | 16,37            | 21,63            | 22,12            | 21,10            | 16,08            | 10,03            | 3,51             | −5,06            |                  |
| Середня температура, °C                       | −13,94           | −12,27           | −5,34            | 2,14             | 9,82             | 15,06            | 18,05            | 17,04            | 12,01            | 5,96             | −0,55            | −9,14            |                  |
| Середній мінімум, °C                          | −20,5            | −18,83           | −11,9            | −4,42            | 3,26             | 8,51             | 13,96            | 12,96            | 7,92             | 1,87             | −4,63            | −13,22           |                  |
| Норма опадів, мм                              | 85               | 65               | 71               | 69               | 86               | 90               | 110              | 102              | 91               | 94               | 93               | 95               |                  |
| Середньомісячна швидкість вітру, м/с          | 3.97             | 4.00             | 4.13             | 3.93             | 3.70             | 3.34             | 3.01             | 3.00             | 3.30             | 3.70             | 3.82             | 3.93             |                  |
| Середньомісячна сонячна радіація, кДж/м²·день | 5049             | 8348             | 12313            | 15999            | 18624            | 20362            | 19657            | 17270            | 12645            | 7704             | 4605             | 3860             |                  |
| --------------------------------------------- | ---------------- | ---------------- | ---------------- | ---------------- | ---------------- | ---------------- | ---------------- | ---------------- | ---------------- | ---------------- | ---------------- | ---------------- | ---------------- |
| Джерело:                                      |                  |                  |                  |                  |                  |                  |                  |                  |                  |                  |                  |                  |                  |